# أدوبي فلاش لايت
أدوبي فلاش لايت هو نسخة خفيفة من أدوبي فلاش بلاير، أحد تطبيقات البرامج الحاسوبية التي نشرتها أنظمة أدوبي. هذا الإصدار معدّ ومخصص للهواتف الجوالة وغيرها من المنظمات غير الهواتف المحمولة والأجهزة الإلكترونية مثل chumby وiriver، ويتيح لمستخدمي هذه الأجهزة عرض محتوى الوسائط المتعددة والتطبيقات المتقدمة باستخدام أدوات أدوبي للفلاش، الذي كان في السابق متاحاً من خلال الحواسيب الشخصية فقط وكان آخر إصدار من البرنامج هو 4.0 الذي صدر سنو 2010.